# 圧送式サイクル

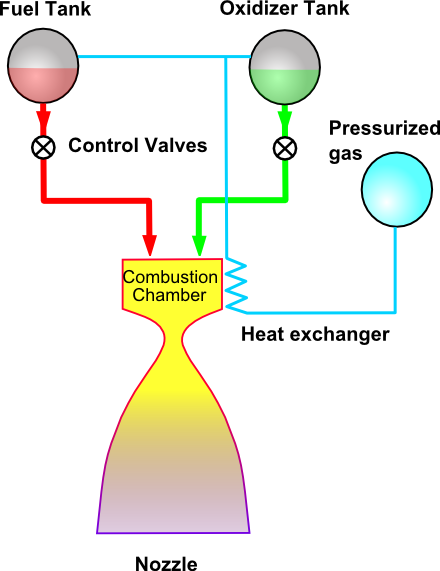
圧送式サイクルの模式図。加圧された燃料タンクから燃料及び酸化剤を供給するため、ターボポンプを必要としない。

圧送式サイクル（あっそうしきサイクル）またはガス押し式サイクル（ガスおししきサイクル）とは、ロケットエンジンの動作方式の1つである。高圧ガスでタンク内の推進剤を燃焼室に押し出す仕組みである。最も単純で、低コストな二液推進系ロケットエンジンの形式である。一般的には、推進剤タンクとは別系統のガスタンクから供給される高圧ガスを用いる。圧送用の高圧ガスには通常ヘリウムが用いられる。

## 圧送式サイクルの特徴
この方式の利点は、ターボポンプのような複雑なシステムを要さず、信頼性が高い事である。ハイパーゴリック推進剤を使用すれば、点火は推進剤の供給弁の開閉のみで良く、再着火も容易である。有人を含む宇宙船や人工衛星、惑星探査機の推進や軌道制御システムに多用される。
短所、課題としては、圧送ガスの高圧化が難しい点である。逆流を抑えるため燃焼室の燃焼圧力よりも、圧送ガスと推進剤の供給圧力の方が高く設計される。しかし、圧送ガスや推進剤のタンクの重量を抑えるため、タンクの耐圧性も制限される。併せて燃焼圧力が低いと、エンジンの効率も落ち、積載量も抑えられる。そのため、圧送式サイクルは多段式ロケットの上段（後段）に使用される場合が多い。ロケットの1段目には他の固体燃料ロケットやポンプ供給式液体燃料ロケットエンジンが使用されるが、上段では高膨張比のノズルの使用が望ましいからである。
また本システムによる、長時間のエンジン燃焼時には、加圧ガスの断熱膨張による過度な冷却への注意が必要である。推進剤の凍結、供給圧力の低下、配管や部材に悪影響を与える可能性がある。

## 高圧ガスタンクを用いない圧送式サイクル
一般的には、加圧のためにヘリウムなどを詰めた高圧ガスタンクを用意するが、燃料を熱交換器で沸騰、ガス化して用いる方式(自己生成加圧)や、ペットボトルロケットのように燃料と一緒にタンクに詰めたガスの圧力を用いる方式（OTRAGが採用）も考案、一部実用化されている。

## ピストンレスポンプ
同じくターボポンプを用いず加圧ガスで押し出す方式としてピストンレスポンプが存在する。加圧される部分はポンプを構成するタンクのみで、燃料タンク全体を加圧する圧送式サイクルより軽量で済む。

## 圧送式サイクルの利用例
商用ロケットの例としては、ファルコン1の上段エンジン、ケストレルがある。また、スペースシャトルのOMS/RCS、その他の姿勢制御エンジンのような、推力や比推力は多少小さくとも良いが確実な動作が求められるロケットエンジンに用いられる。アポロ月着陸船では月着陸船用下降エンジン、月着陸船用上昇エンジンに用いられた。両エンジンの圧送ヘリウムは、極低温の超臨界状態で船内に貯蔵され、熱交換器を介して燃焼室の熱で暖められた。1960年代に構想されたビッグ・ダム・ブースター用のシー・ドラゴンのコンセプト段階ながら、圧送式サイクルのエンジンが組込まれていた。
AJ-10
信頼性が高く、再着火機能を有する為、デルタロケットの上段やスペースシャトルの軌道変更用エンジンやアポロ宇宙船の機械船等に使用され、現在でも派生機種が使用される。
LE-3
N-Iロケットの2段目に使用された。
RD-0237
UR-100Nミサイルの上段に使用された。
ドラコ
ドラゴンやファルコン9に使用される。
ビール・エアロスペース BA-810
アポロ計画以後最大、ガス圧送式では2023年現在でも最大のロケットエンジン。推力3600kN(367tf)、推進剤はケロシン/高濃度過酸化水素、比推力282秒。
BA-2ロケットの2段目に使われるはずだったが会社が解散し、中止になった。燃焼試験は成功裏に行われた。